# Espèce ingénieure
Dans le domaine de l'écologie et plus précisément des interactions biologiques et interactions durables, on parle d' « espèce ingénieure » pour décrire les espèces qui par leur seule présence et activité modifient significativement à fortement leur environnement (souvent sans directement agir sur un autre organisme). Les termes « organisme ingénieur », « ingénieur d'écosystème » et « ingénierie écologique » sont des synonymes.

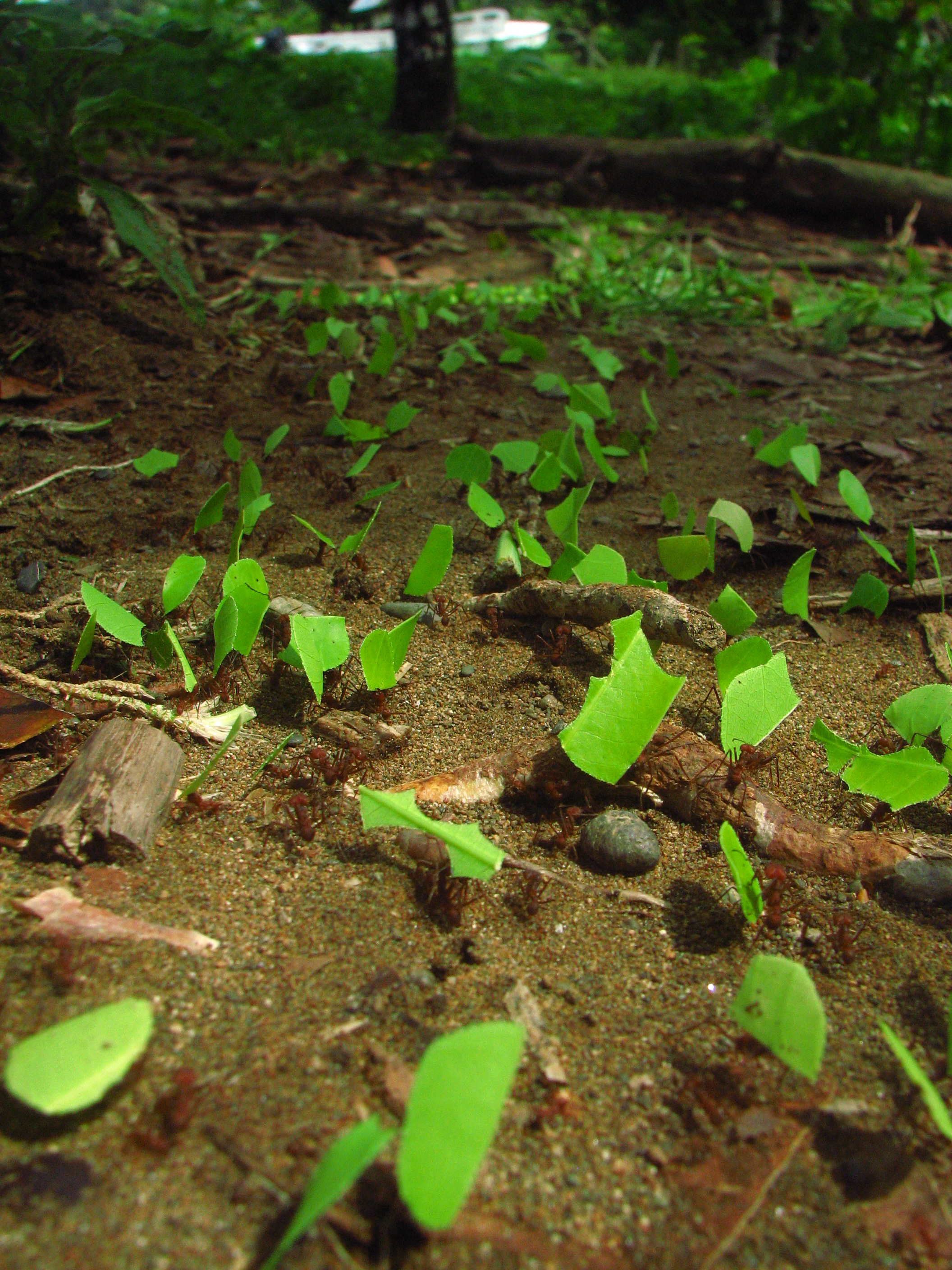
Les fourmis Atta sont capables de découper et de transporter en quelques dizaines d'heures et sur des centaines de mètres toutes les feuilles d'un arbre tropical qui vient de s'effondrer

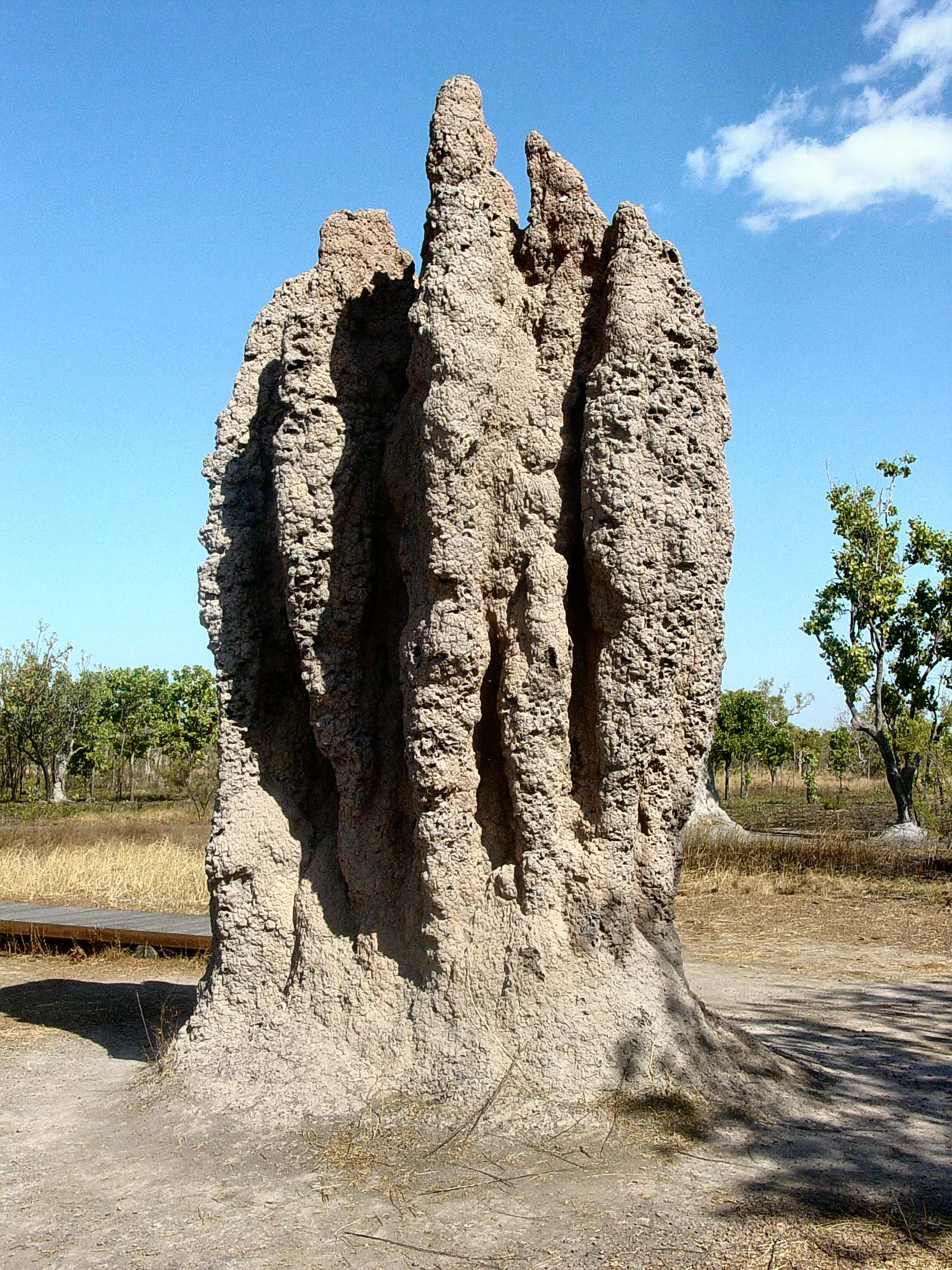
Structure émergée d'une termitière, produite par des termites, insectes-cultivateurs de champignons également considérés comme des espèces-ingénieures jouant un rôle considérable dans leur environnement, du sol au sommet de certains arbres, selon les espèces

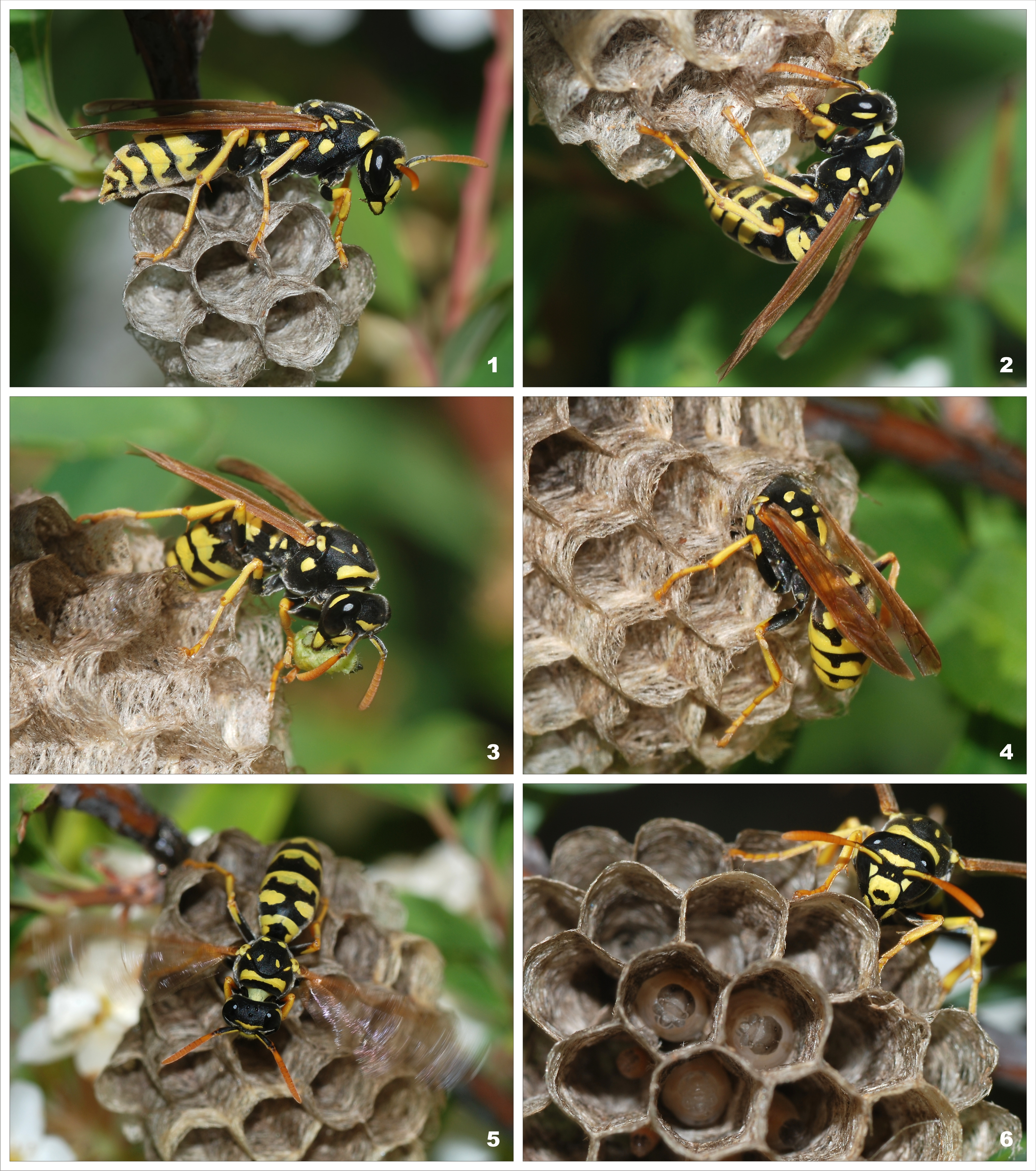
De nombreux hyménoptères sont des constructeurs, sans être véritablement considérés comme espèces ingénieures, car ne modifiant pas profondément leur environnement

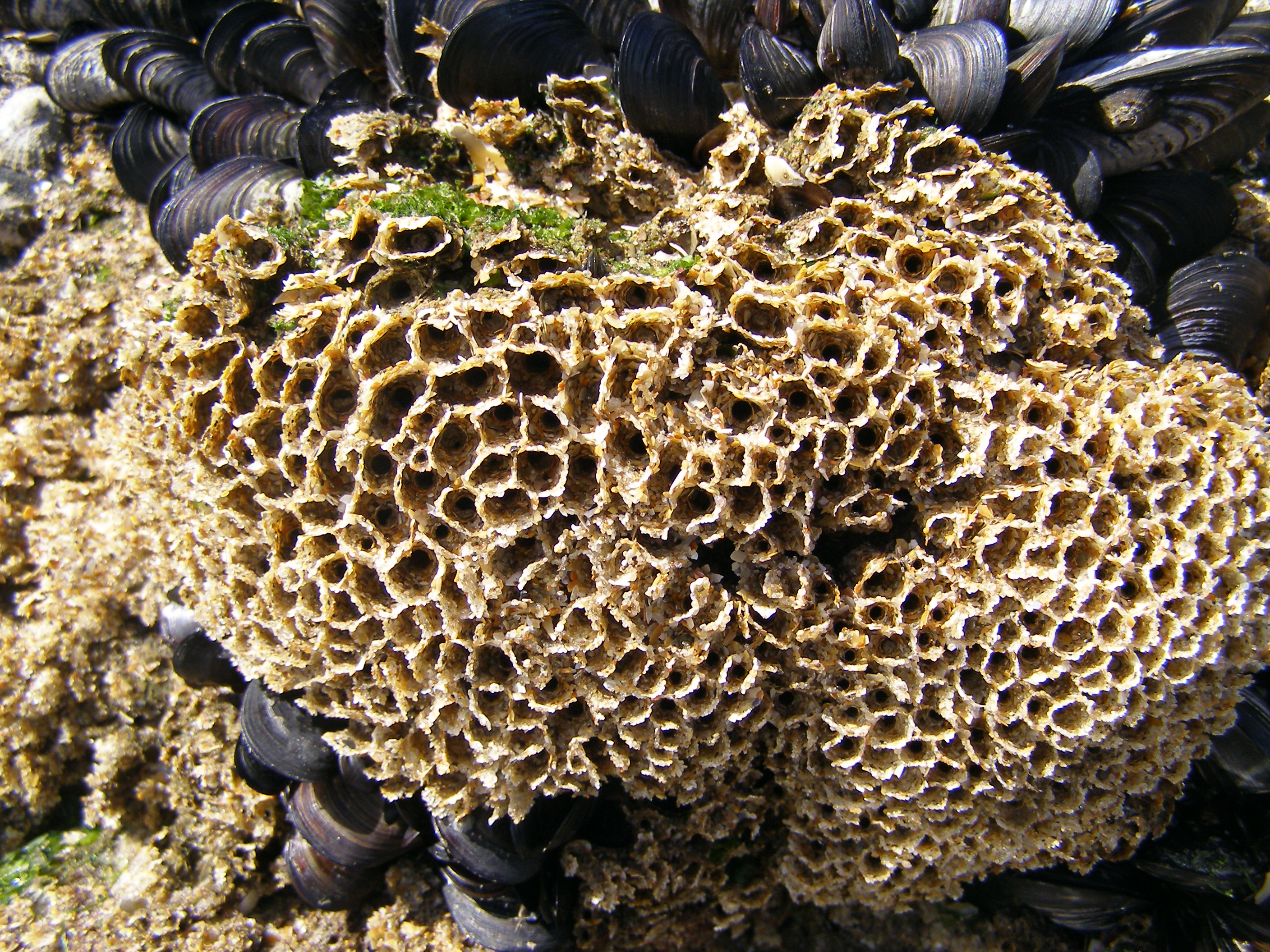
Début de pseudorécif construit par Sabellaria alveolata dont le plus grand biorécif s'étend près du mont Saint-Michel sur 3 km de large et environ 300 hectares, épais d'environ un mètre

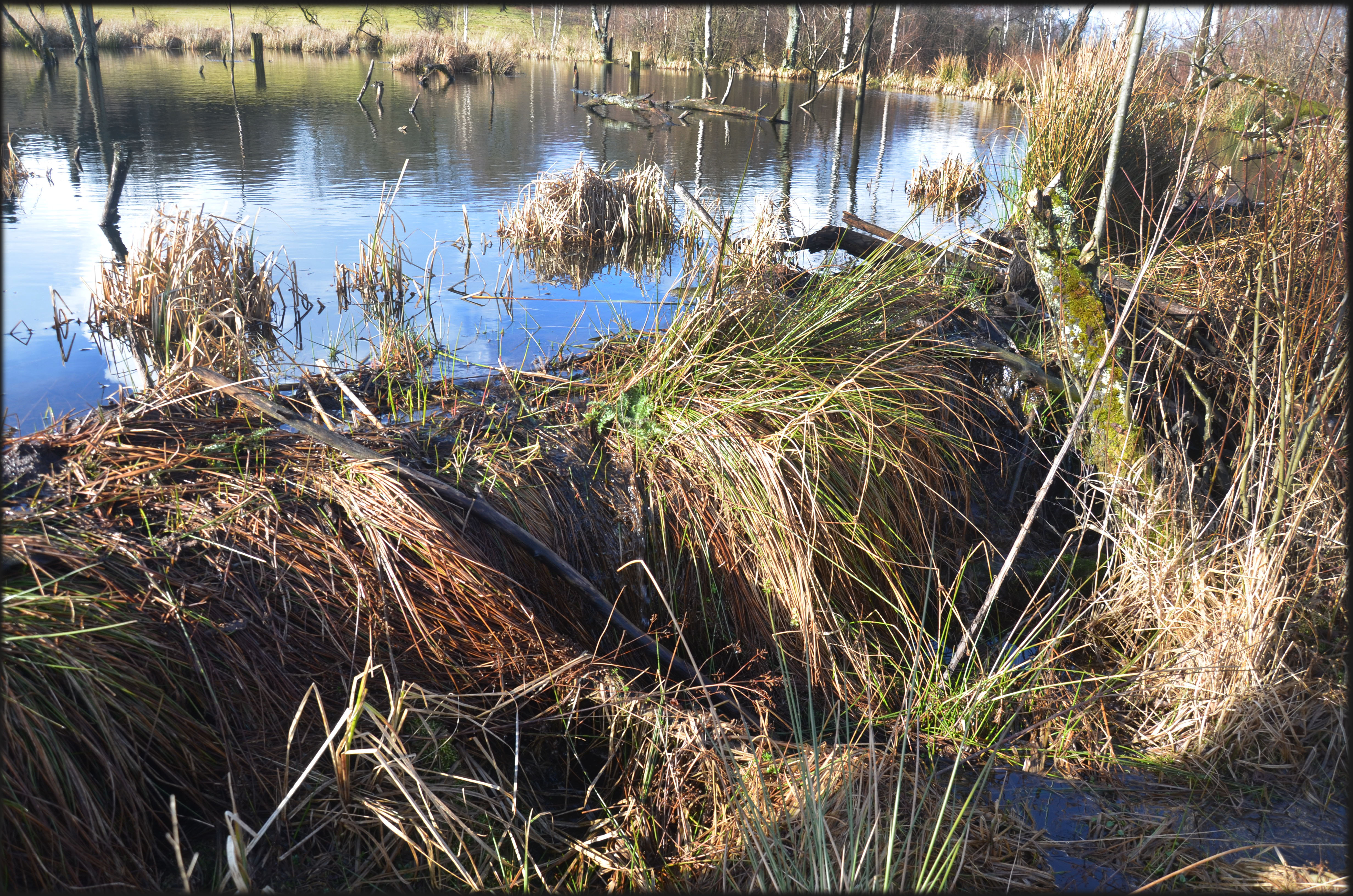
Barrage de castors, ici dans une zone paratourbeuse à molinies et sphaignes des Ardennes

Cette transformation se fait en leur faveur et souvent en faveur d'autres espèces (on parle alors aussi d'espèces facilitatrices).

## Éléments de définition générale
L'expression anglaise « ecosystem engineers » aurait été forgée par Jones & al en 1994 pour désigner des organismes qui « modulent directement ou indirectement la biodisponibilité de ressources pour d'autres espèces en provoquant des changements d'état physique des matériaux biotiques ou abiotiques ». Ces auteurs ont indiqué que la fourniture directe de biomasse à une autre espèce n'est pas l'ingénierie mais de simples interactions trophiques ; les « espèces ingénieures » interagissent avec les autres espèces et leur environnement par d'autres moyens que la chaine trophique, généralement en construisant des structures qui n'existeraient pas sans elles.
Pour le glossaire d’Ifremer, c’est « une espèce qui, par son activité naturelle, change le milieu où elle vit et crée un nouveau milieu qui lui est spécifique. C’est le cas de toutes les espèces qui génèrent leur propre habitat, comme le maërl, les coraux, les hermelles… Le cas d’espèces ingénieur chez les Vertébrés est plus rare : citons le castor (Castor fiber) en Europe, en eau douce. L’espèce humaine n’est généralement pas concernée, bien qu’elle soit typiquement « ingénieur » en elle-même. »

## Classification
Jones et al. (qui ont créé ce concept) ont ensuite précisé leur définition en différenciant deux catégories d'espèces ingénieures :
1. Les ingénieurs autogéniques de l'écosystème ; ce sont les espèces qui changent l'environnement par l'intermédiaire de leurs propres structures physiques (ex. : Coraux, microalgues à l'origine des falaises de craie…) ;
2. Les ingénieurs allogéniques de l'écosystème ; qui transforment les matériaux qu'elles trouvent dans l'environnement en les faisant passer d'un état à un autre (ex. : castor, pic-vert, vers de terre, fourmis, et être humain[6],[7],[8]…).

Ils distinguent aussi :
- des espèces qui transforment l'environnement pour accroître leur propre profit ;
- des espèces qui modifient l'environnement « accidentellement », et alors au profit d'autres espèces.

Ce sont aussi souvent des espèces qui jouent un rôle important de « facilitation écologique » et en matières de résilience écologique et de renaturation  et plus généralement en termes de services écosystémiques .

## Enjeux et utilisation du concept d’espèce ingénieure
Un des enjeux est de mieux comprendre ces fonctions pour les valoriser dans les pratiques agroenvironnementales, d'agrosylviculture et de génie écologique, et dans la trame verte et bleue quand il s'agit de réhabilitation écologique de milieux physiquement et écologiquement dégradés.
Leur valeur pour la biodiversité et en termes de services écosystémiques les font parfois considérer comme indicateurs du développement durable et certains font l'objet de programmes de réintroductions (le Castor eurasien, qui a failli disparaitre au début du XXe siècle fait par exemple partie des espèces qui ont été les plus réintroduites en Europe).
La  notion d’espèce ingénieure est reprise par la recherche écologue qui cherche à imiter et/ou utiliser au mieux les processus naturels qui permettent la résilience écologique et avant cela une « auto-réparation » des écosystèmes (à certaines conditions), par exemple pour la restauration de terrains dégradés par les pistes de ski.
Certains auteurs tels que François Renaud et ses collègues (Laboratoire de parasitologie comparée du CNRS et de l’Université Montpellier 2) ou des équipes néozélandaises proposent d’appliquer ce contexte à des espèces parasites dont l’action sur le paysage est moins directement visible, mais néanmoins réelle. On a ainsi montré qu’un ver de Nouvelle-Zélande parasite une coque dont il change le comportement (elle ne s’enfouit plus) ce qui modifie fortement ses interactions avec d’autres espèces et le milieu. Cette approche pourrait selon ces auteurs modifier la compréhension de la parasitologie.

## Effets des espèces ingénieures sur la diversité biologique
Une espèce ingénieure modifie les conditions abiotiques de son habitat et exerce ainsi des effets directs (via des changements de conditions abiotiques) ou indirects (via des changements d’interactions biologiques) sur la richesse spécifique locale. La structure de la communauté biotique locale sera donc remodelée par la présence d’une ou de plusieurs de ces espèces.
L’espèce ingénieure, pour augmenter la richesse spécifique, doit fournir des conditions non présentes dans l’environnement, apportant à des espèces spécialistes des conditions pour s’installer dans ce nouvel écosystème modifié. Mais les espèces généralistes peuvent en profiter aussi, augmentant ainsi leur abondance dans ces nouveaux milieux.
La diversité spécifique est permise, entre autres, par l’hétérogénéité des habitats, générée en grande partie par les espèces ingénieures de l’écosystème.
Une étude de 2015 faisant le bilan de 122 publications scientifiques sur les effets (positifs et négatifs) des espèces ingénieures, montre que l’effet global de ces espèces sur la diversité spécifique est positif, avec sur l’ensemble de ces études une moyenne de 25 % d’augmentation de la diversité. Cette moyenne est à nuancer, car les effets des espèces ingénieures sont plus importants dans les tropiques (augmentation de 83 % de la diversité spécifique) que dans les latitudes plus élevées (augmentation de 15 %). De plus, à l’échelle même des écosystèmes, les effets de ces espèces ingénieures sur la diversité biologique varient selon le type de milieu considéré.
Il semblerait également que les espèces ingénieures allogéniques aient un effet plus important que les espèces ingénieures autogéniques. Aussi, les espèces ingénieures invertébrées auraient un effet supérieur aux espèces ingénieures vertébrées.
D’autre part, les effets de ces espèces sur la biodiversité semblent varier selon l’échelle spatiale prise en compte pour l’étude. Les facteurs environnementaux d’un milieu (les précipitations par exemple) peuvent également influencer l’importance de cet effet, mais pas toujours.
D’un point de vue différent, la disparition d’une espèce ingénieure dans son environnement provoque un déséquilibre et une réaction en chaîne aboutissant à une perte importante de biodiversité, de richesse spécifique, dans le milieu en question.
Il est aussi montré qu’une espèce ingénieure peut augmenter la richesse spécifique locale indirectement via une deuxième espèce ingénieure.
Cependant, il est important de noter que les espèces ingénieures n’ont pas toujours un effet positif sur la biodiversité. En effet, de par la modification des conditions abiotiques de leur écosystème, les espèces ingénieures peuvent modifier les interactions biologiques entre organismes de l’écosystème. Notamment les relations de prédation, de compétition, et de facilitation. Ces interactions peuvent avoir un effet bénéfique ou bien délétère sur la diversité biologique. Il est important de noter que c’est souvent l’abondance de ces espèces ingénieures, ou d’autres espèces de l’écosystème en question, qui peut faire varier la tendance (positive ou négative) de l’effet sur la biodiversité, le phénomène d’exclusion compétitive étant plus récurrent dans les populations ayant des effectifs importants.

### Quelques exemples

#### Effets positifs

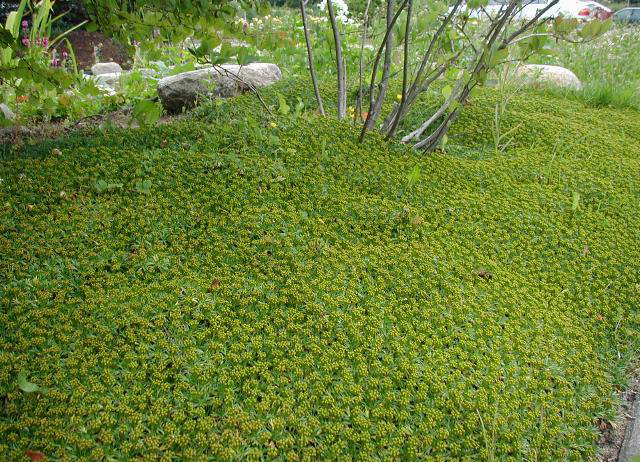
Azorella trifurcata, une plante en coussin considéré comme une espèce ingénieure.

Dans les milieux présentant des conditions abiotiques peu favorables à un épanouissement de la biodiversité, tels qu’en montagne, certaines plantes permettent pourtant l’implantation d’autres espèces végétales. C’est le cas de plantes poussant en coussins, qui permettent localement une modification de ces paramètres environnementaux (température, humidité…). On parle alors aussi dans ce cas de plante nurse.
- Les activités du castor du Canada Castor canadensis, est responsable de la création d'habitats en zones humides qui abritent de nouvelles espèces de plantes herbacées, plantes-hôtes d’une espèce de papillon en voie d’extinction, le papillon satyre de saint-François Neonympha mitchellii francisci. Le castor va donc être bénéfique à la préservation de cette espèce rare[22].

- Certains récifs coralliens en Polynésie française abritent Stegastes nigricans, ou Grégoire noire, un petit poisson-fermier ayant la particularité de cultiver un gazon algal pour se nourrir. Il s’agit d’une espèce territoriale qui protège son herbier contre les poissons brouteurs. De prime abord on pourrait penser que ce comportement conduirait à une moins bonne santé des coraux à la suite d'une augmentation de la densité d’algues. Toutefois, il semblerait que les prédateurs du corail étant également été écartés, une croissance du corail en découlerait plutôt dans certains cas. Cependant, une croissance trop importante peut, à terme, avoir un effet néfaste sur certains genres de coraux[20].

- Dans le Nord du désert de Néguev en Israël, la diversité spécifique et la composition des communautés d’espèces végétales herbacées vont être impactées positivement par la présence d’espèces ingénieures arbustives[23]. En effet, les talus où ces espèces arbustives sont présentes voient leur diversité spécifique augmenter plus rapidement en corrélation avec l’augmentation des précipitations que pour les talus nus (sans couvert végétal de type arbustif). Les racines de ces arbustes permettraient d’augmenter la disponibilité en eau (issue des précipitations) dans le sol pour les autres plantes annuelles herbacées[17]. Ainsi, en l’absence de ces plantes arbustives, il y a disparition d’un micro-climat qui était favorable à de nombreuses plantes herbacées via notamment la réduction des stress hydrique et thermique (rétention d’eau facilitée, ombrage…), d’où une importante diminution de la diversité biologique dans ces environnements dépourvus d’espèces ingénieures[23]. De plus, l’absence de ces espèces ingénieures profite à la plante habituellement dominante et très compétitrice Stipa capensis, ce qui va également, via l’exclusion compétitive de certaines espèces de plantes herbacées, contribuer à la diminution la diversité spécifique[23].

- En Australie, l'espèce ingénieure envahissante Caulerpa taxifolia, une algue, rend le milieu de l'espèce ingénieure Anadara trapezia (palourde) hypoxique. Cela force cette dernière à moins s'enfouir dans le sable, offrant plus de surface aux espèces épibiontes. Ainsi la richesse spécifique des épibiontes a fortement augmenté avec l'arrivée de cette algue invasive. Ici, l'espèce ingénieure invasive a un effet bénéfique indirect sur la communauté locale en modifiant les mécanismes d'une espèce ingénieure indigène[19].

En étudiant les conséquences d'une disparition d'espèce ingénieure, on peut aussi montrer son impact positif perdu sur la richesse spécifique locale.
Deux espèces ingénieures de l'océan profond, le poisson tuile et le mérou, sont menacées par la surpêche mais aussi par les extractions pétrolières et gazières. Elles sont donc surveillées, pour analyser la perte de biodiversité des fonds océaniques à la suite de leur disparition future dans certains environnements locaux.

#### Effets négatifs
Des études montrent que les vers de terres endogés ont globalement un effet négatif sur la biodiversité. En effet, la compétition pour les ressources alimentaires avec les microarthropodes constituant la mésofaune prend le dessus sur les différents impacts positifs imputés aux vers de terre (bioturbation, création de tunnels). Il semblerait que la taille de ces vers soient une des raisons principales de leur meilleure compétitivité pour les ressources. De plus, de la prédation accidentelle peut aussi avoir lieu.

#### Effets ambigus
Parfois, les activités d’une espèce peuvent être considérées comme ambivalentes sur son écosystème.

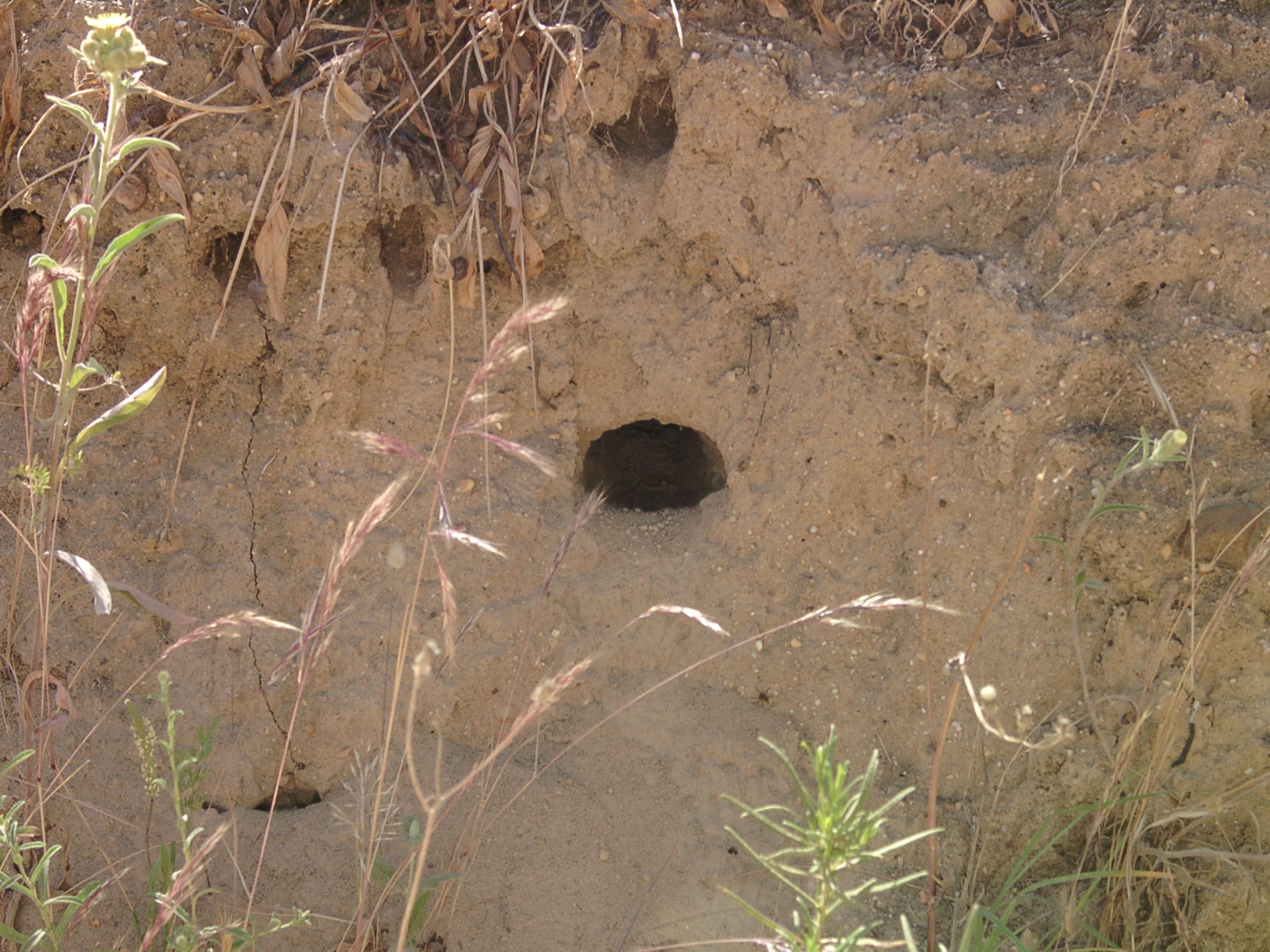
Nid d'un guêpier d'Europe, pouvant servir de refuge pour d'autres espèces d'oiseaux.

- C’est le cas, par exemple, du guêpier d’Europe Merops apiaster, qui creuse un nid à chaque saison de reproduction dans les falaises verticales ou très inclinées. Ainsi, il devient un agent érosif et devient en partie responsable de l'effondrement de falaises. Cependant, il permet d’améliorer la biodiversité en fournissant des habitats de nidification à d’autres espèces d’oiseaux[25].

- En Uruguay, trois espèces ingénieures de moules (Brachidontes rodriguezii, Mytilus edulis platensis et Perna perna) se regroupent en lits dans les zones benthiques intertidales basses (zones de marée basse) et subtidales peu profondes (zones toujours immergées). Leur présence augmente considérablement la richesse spécifique locale, qu'elle soit spécialisée ou généraliste. Et ceci grâce aux abris que fournissent ces lits de coquilles. Cette augmentation de richesse spécifique est corrélée à l'abondance de ces espèces de moules. Néanmoins certaines espèces ne sont présentes que dans les milieux où celles-ci sont absentes. Mais cette perte de diversité est négligeable face au gain[15].

## Dans les milieux aquatiques

### Récifs et pseudorécifs  marins
Les coraux de mers chaudes sont les plus connus, mais des organismes comme les hermelles (Sabellaria alveolata) peuvent en zone tempérée construire des pseudorécifs (biorécifs) de taille considérable et sont pour cela aussi considérées comme espèce-ingénieur : la plus grande structure biogénique marine active connue de toute l'Europe en zone intertidale est un biorécif d'hermelles de 3 km de large et environ 300 hectares, sur un mètre de hauteur, situé entre la chapelle de Sainte-Anne et la pointe de Champeaux, appelés « crassiers »,. Une autre espèce ingénieure de cette même zones est trouvée dans la banquette de la baie du Mont-Saint-Michel, c'est Lanice conchilega,.

### Eaux douces
Les écotones des eaux douces sont profondément modifiées par des espèces, dont certains crustacés (écrevisses,) et en Amérique du Sud le ragondin ou le rat musqué en Amérique du Nord. Dans tout l'hémisphère nord le castor canadien et le castor eurasien jouent aussi ce rôle, tout en étant de plus capables grâce à leur barrages de constituer des stocks d'eau considérables qui ont une grande importance pour l'alimentation des nappes phréatiques, la biodiversité aquatique et des zones humides, les puits de carbone de type tourbières, la limitation des incendies de forêt et des inondations brutales de l'aval des bassins qu'ils occupent dans les parties hautes des bassins versants, et même pour les macroclimats selon des études récentes faites en Amérique du Nord. Certaines moules d'eau douce (moule zébrée) et certaines éponges d'eau douce sont des filtreurs qui peuvent s'associer en colonisant par millions d'individus des substrats durs, en créant de nouveau habitats et en épurant cet habitat.

## Sur terre
De nombreuses espèces modifient leur environnement, mais certaines jouent un rôle essentiel, c’est par exemple le cas des vers de terre dans le sol, de même que les termites en zone tropicale.

### Chez les mammifères
Outre le castor, des espèces comme l'éléphant, le sanglier, la taupe ou l'écureuil jouent un rôle important dans la propagation de certaines spores et graines et modifient ainsi considérablement leur environnement.
Les mammifères qui creusent d’importants terriers jouent aussi un rôle ingénieur ; ainsi a-t-on montré que le tatou géant qui creuse en Amazonie un nouveau terrier de 5 m de long tous les deux jours offre un nouvel habitat à au moins une vingtaine d’autres espèces, dont l'ocelot, le renard crabier, différents lézards, des tortues, la martre à tête grise, le fourmilier à collier (Tamandua tetradactyla), le renard à petites oreilles ou (Atelocynus microtis) ou encore d’autres tatous (tatou à queue nue du Sud, à neuf bandes et à six bandes). Dans ces terriers, la température est extrêmement stable (24-25 °C),.

### Chez les oiseaux
- Le Guêpier d'Europe (Merops apiaster)  en raison de ses capacités d'aménageur et des effets qu'il a sur l'écosystème (même dans un environnement aride) est considéré par certains auteurs  comme espèce ingénieure[36].
- Les pics dont les trous seront utilisés par de nombreuses autres espèces (et parce qu’ils régulent les espèces saproxylophages) semblent aussi pouvoir être considérés comme espèces ingénieures.

### Adaptabilité
En raison de leur capacité à aménager l’environnement en leur faveur, ces espèces pourraient mieux s’adapter à certains changements environnementaux que d'autres (en conservant l’eau et en favorisant l'alimentation des nappes pour le castor par exemple).
En raison de leurs compétences aménageuses, dans certains cas de déséquilibres écologiques ou de réchauffement climatique, plusieurs espèces ingénieures déplacées hors de leur milieu naturel peuvent devenir invasives ou favoriser certaines espèces invasives.
Comme certaines espèces pionnières, elles pourraient aussi peut-être rapidement changer d’aire de répartition.

## Stratégie de reproduction
Chez les espèces dites « supérieures », mammifères notamment ce sont plutôt des espèces à stratégie K, mais chez les invertébrés, notamment bioconstructeurs, il peut s’agir d’espèces à stratégie r (ex. : moules et huîtres).

## Critique du concept
Le concept d'ingénierie de l'écosystème, tel que formulé par ses inventeurs a été critiqué par certains auteurs comme étant trop large pour être vraiment utile,,, mais la plupart des biologistes, géologues et écologues l'ont adopté pour présenter ou analyser certains phénomènes et problèmes écosystémiques.